# Jascha Horenstein
Iaixa (Iàkov Abràmovitx) Gorenstein, rus: Яша (Яков Абрамович) Горенштейн, conegut habitualment com a Jascha Horenstein (rus: Яша Горенштейн)  (Kíiv, 6 de maig de 1898 - Londres, 2 d'abril de 1973), fou un director d'orquestra alemany, estaunidenc i britànic d'origen jueu.

## Biografia
Jascha Horenstein fou el tretzè dels setze fills d'una benestant família jueva. La seva família es va traslladar a Königsberg el 1906 i després a Viena el 1911 (on havien viscut els avantpassats de la seva mare) i va estudiar a l'Acadèmia de Música de Viena a partir del 1916, amb Joseph Marx (teoria musical) i Franz Schreker (composició).
El 1920 es va traslladar a Berlín i va treballar com a ajudant de Wilhelm Furtwängler. Durant la dècada de 1920 va dirigir l'Orquestra Simfònica de Viena i la Filharmònica de Berlín. El 1928, per recomanació de Furtwängler, va esdevenir director en cap de l'orquestra de l'Òpera de Düsseldorfi un any més tard Generalmusikdirektor.
Horenstein es va fer un nom amb la representació d'òperes contemporànies; el seu programa operístic incloïa Schwergewicht d'Ernst Krenek, l'estrena de Die Soldaten de Manfred Gurlitt, Der Lindberghflug de Bertolt Brecht i Kurt Weill, Histoire du soldat d'Ígor Stravinski, Das Herz de Hans Pfitzner (1932), Der verlorene Sohn de Hermann Reutter, basada en l'obra d'André Gide Le retour de l'enfant prodigue (1933) i Der Rossknecht de Winfried Zillig, basada en el drama de Richard Billinger (tots dirigits per Horenstein).Walter Bruno Iltz va posar en escena Ariadne auf Naxos de Richard Strauss (1934, amb escenografia de Caspar Neher), Die Bürgschaft de Kurt Weill (text: Caspar Neher), Z mrtvého domu de Leoš Janáček (1931) i una espectacular producció de Wozzeck d'Alban Berg (1930).
La carrera de Horenstein, que també tenia cada cop més èxit internacional, va prendre un gir sobtat l'any 1933 quan els nacionalsocialistes van arribar al poder. Tot i que el ministre de Propaganda Joseph Goebbels va mantenir la seva mà protectora sobre Walter Bruno Iltz,va tenir problemes amb els nacionalsocialistes perquè s'oposava a les demandes de la direcció del NSDAP de Düsseldorfd'un "repertori alemany" i un "conjunt alemany", ja que el 1932 havia prohibit qualsevol influència.
Des de 1932, el teatre va començar a rebre missatges de caràcter antisemita, principalment sobre Horenstein. L'any 1933, amb motiu d'un concert de celebració en el 50è aniversari de la mort de Richard Wagner, es va endegar una campanya de premsa amb missatges com el següent: 
| «                                    | Malauradament, el Sr. Horenstein va dirigir l'hora de la consagració. Hem de dir 'per desgràcia', perquè és inaudit que el teatre alemany de Düsseldorf no trobi cap director alemany per a una celebració de Wagner, que ho hagin de demanar al senyor Sascha (!) Horenstein. […] L'alcalde Lehr i el director general Iltz encara s'hauran d'adaptar, sinó algun dia s'haurà d'assegurar d'alguna manera que l'esperit alemany i la cultura alemanya tinguin el seu valor a totes les branques de Düsseldorf (...) El jueu rus Horenstein ha de desaparèixer del teatre de Düsseldorf. | » |
| — Volksparole, 13 de febrer de 1933) | |   |

A principis de març de 1933, una unitat de les SA va assetjar l'última representació de Horenstein, el Fidelio de Ludwig van Beethoven, i va exigir l'acomiadament immediat del director.Horenstein va haver de fugir del teatre enmig de la funció, se li va donar permís i va haver de marxar de Düsseldorf.
Finalment, el 31 de març de 1933, Horestein es va veure obligat a fugir a París, en témer que fos arrestat. Va fer una gira per Polònia durant els mesos d'estiu de 1934-1937, per l'URSS amb les orquestres de Moscou i Leningrad, els anys següents abans de l'inici de la guerra, per Austràlia i Nova Zelanda, amb el ballet rus Montecarlo i a Palestina (1938), on va dirigir l'Orquestra Palestina, fundada dos anys abans.
El 18 de gener de 1939, Horenstein, després d'haver rebut passaports hondurenys falsos a través d'un amic diplomàtic, va navegar amb la seva família en un transatlàntic fins a Nova York, on va ensenyar al costat d'altres destacats companys exiliats (com Thomas Mann) a la New School for Social Research i va dirigir orquestres de segon nivell. Al gener de 1944, per recomanació d'Erich Kleiber, va ser convidat a Ciutat de Mèxic per a una sèrie de concerts que van tenir un gran èxit. En els següents tres anys i mig va treballar a països d'Amèrica del Sud, incloent Argentina, Brasil i Uruguai. Més tard actuaria també a Veneçuela
El 1947 va tornar a Europa per primera vegada després de la Segona Guerra Mundial. Es va fer un nom, sobretot a França, mentre dirigia de nou a Palestina, poc abans de la proclamació de l'estat d'Israel. Els seus èxits francesos també li van oferir oportunitats a Itàlia i als Països Baixos. El març de 1952 va dirigir quatre vegades l'Orquestra del Concertgebouw. Els concerts a Amsterdam i La Haia van incloure obres de Mozart, Schönberg, Stravinski i Badings, entre d'altres.
El 1952 es va presentar un nou èxit gràcies a un contracte amb la discogràfica Vox. Aquesta companyia estatunidenca el va emparellar amb la Wiener Symphoniker per a una sèrie d'enregistraments de música de Bach, Beethoven, Dvořák, Mahler i Bruckner, entre d'altres .
Més tard en aquella dècada, una gira amb l'Orquestra Simfònica de Londres a Sud-àfrica el va obrir a les principals orquestres britàniques. Inicialment, Josef Krips havia de dirigir la gira de concerts. Quan aquest va emmalaltir sobtadament, Horenstein va omplir el buit l'últim moment. Va adoptar sense canvis els programes de Krips amb obres de compositors com Mozart, Haydn, Beethoven, Schubert i Mahler. L'única peça que no tenia en el seu repertori, la primera simfonia de William Walton, la va aprendre a bord de l'avió.
Després de l'èxit sud-africà, Horenstein va ser cada cop més sol·licitat al Regne Unit. Va fer molt per al reconeixement del nom de Mahler a les sales de concerts britàniques. La seva interpretació de la Vuitena Simfonia de Mahler el 20 de març de 1959 al Royal Albert Hall, que va ser retransmesa en directe per la BBC, es va convertir en llegendària .
A partir de 1958 també va tornar a dirigir a Alemanya. El 1961 va substituir Rafael Kubelík a la Filharmònica de Berlín. Va ser convidat al festival de Sion a Suïssa amb la Philharmonia Hungarica amb seu a Marl a Alemanya. Altres compromisos el van portar a Suècia, Itàlia i Txecoslovàquia, però fins a la seva mort Horenstein va ser principalment convidat amb orquestres britàniques.
El 1971 durant la representació de la Cinquena Simfonia de Nielsen a Minneapolis va patir un atac de cor. Tot i que se li va ordenar que reduís els seus concerts, va continuar dirigint.
L'última òpera que va dirigir fou Parsifal de Richard Wagner el març de 1973 a la Royal Opera House.En el moment de la seva mort, tenia previst dirigir la Cinquena, Sisena i Setena simfonies de Mahler .

## Repertori
Horenstein és famós principalment com a intèrpret de les obres de Mahler, tot i que el seu repertori era molt ampli, des de Bach fins a obres de compositors contemporanis, moltes de les quals va dirigir a l'estrena.
Al llarg de la seva carrera musical, Horenstein va incloure invariablement obres de Bruckner and Mahler als seus programes, i també va mostrar un interès constant per Carl Nielsen, a qui va conèixer personalment, en un moment en què aquests compositors no estaven de moda. Per exemple, la seva gravació de Vox de 1952 de la Simfonia núm. 9 de Mahler va ser la primera gravació d'estudi, i el segon disc comercial, d'aquest treball. Diversos anys més tard, va gravar la versió original de la Simfonia núm. 9 de Bruckner.
El 1927, al Festival de Frankfurt de la Societat Internacional per la Música Contemporània, Horenstein va assajar les estrenes d'obres de Béla Bartók i Carl Nielsen. En la seva primera temporada a Düsseldorf, va dirigir òperes com Les noces de Fígaro de W. A. Mozart, L'elisir d'amore de G. Donizetti, Salome i Ariadne auf Naxos de R. Strauss, The Mikado d'A. Sullivan, Švanda dudák de J. Weinberger, i l'abril de 1930 - l'òpera Wozzeck d'A. Berg, que va provocar una reacció molt variada. El 1938, en el seu darrer concert europeu abans de marxar als Estats Units, Horenstein va dirigir el Rèquiem d'Hector Berlioz.
Horenstein també va enregistrar la Tercera Simfonia de Robert Simpson i música de Paul Hindemith i Richard Strauss durant els últims anys de la seva vida. Els seus enregistraments d'òpera inclouen Saul og David de Nielsen.